# Bundesstraße 69
De Bundesstraße 69 (B69) is een bundesstraße in de Duitse deelstaat Nedersaksen.
De weg, die in het verlengde van de B72 ligt, vormt een verbinding vormt tussen de A1 ten oosten van Cloppenburg en de B51 ten noorden van Diepholz.

## Geschiedenis
De in 1932 ingevoerde Reichsstraße 69 voerde vanaf Wilhelmshaven via Oldenburg en Vechta naar Osnabrück. Met de opening van het noordelijke deel van Reichsstraße 68 tussen Osnabrück en Cloppenburg in 1937 werd de weg ingekort tot Diepholz, waar de weg voortaan zou eindigen ter hoogte van de Reichsstraße 51.
Het traject dat uiteindelijk de Reichsstraße 69 zou vormen, vormde binnen het groothertogdom Oldenburg de belangrijkste noord-zuidverbinding. Het zuidelijke deel tussen Oldenburg en Vechta werd in 1837 als chaussee aangelegd, het noordelijke deel tussen Oldenburg en Varel volgde in 1839. Dit laatste gedeelte werd in 1846 verlengd tot Jever.
Tussen Sande en Wilhelmshaven takte de tegenwoordig nog aanwezige Reichsstraße 210 af van de Reichsstraße 69 richting Emden. Het gedeelte tussen deze aftakking en Wilhelmshaven werd geen onderdeel van de Reichsstraße 69, maar van de Reichsstraße 210. Verder zuidwaarts volgde de Reichsstraße 69 een traject parallel aan de huidige autosnelwegen A29 en A293.
Nadat de A29 volledig gereed kwam tussen het Dreieck Ahlhorner Heide en Wilhelmshaven in 1984, werd het gedeelte van de B69 tussen Visbek en Wilhelmshaven, waaraan deze snelweg grotendeels parallel loopt, gedegradeerd tot landesstraße.
B1 · B3 · B3n · B4 · B5 · B6 · B6n · B27 · B51 · B61 · B64 · B65 · B68 · B69 · B70 · B71 · B72 · B73 · B74 · B74n · B75 · B79 · B80 · B82 · B83 · B188 · B190n · B191 · B195 · B207 · B209 · B210 · B211 · B212 · B213 · B214 · B215 · B216 · B217 · B218 · B238 · B239 · B240 · B241 · B242 · B243 · B243a · B244 · B245a · B247 · B248 · B322 · B401 · B402 · B403 · B404 · B408 · B431 · B433 · B434 · B435 · B436 · B437 · B438 · B439 · B440 · B441 · B442 · B443 · B444 · B445 · B446 · B447 · B461 · B475 · B482 · B490 · B493 · B494 · B495 · B496 · B497 · B524 · B530